# Moravská Třebová
Moravská Třebová (niem. Mährisch Trübau) − miasto w Czechach, w kraju pardubickim. Według danych z 31 grudnia 2003 powierzchnia miasta wynosiła 4 205 ha, a liczba jego mieszkańców 11 414 osób.
Miasto zostało założone w połowie XIII w. przez Boreša z Rýzmburka. Duża liczba zabytków i dzieł sztuki przypomina o czasach, kiedy nazywana była Morawskimi Atenami. Miasto należało wówczas do rodu Boskowiców (cz. pánů z Boskovic) oraz Ladislava Velena ze Žerotína (1486–1622).
W mieście jest stacja kolejowa Moravská Třebová.

## Demografia
| Rok             | 1970  | 1980   | 1991   | 2001   | 2003   |
| --------------- | ----- | ------ | ------ | ------ | ------ |
| Liczba ludności | 9 892 | 10 966 | 11 668 | 11 586 | 11 414 |

Źródło: Czeski Urząd Statystyczny

## Zabytki i interesujące obiekty
- Ratusz,
- Pałac,
- Kościół Wniebowzięcia NMP,
- Kaplica loretańska przy kościele NMP,
- Kościół św. Józefa na Křížovém vrchu,
- Kalwaria
- Klasztor franciszkanów,
- Gimnazjum pijarów,
- Muzeum miejskie,
- Drewniane schody umarłych (cz. schodiště mrtvých) na cmentarz,
- Historyczny cmentarz,
- Lapidarium na cmentarzu,
- Domy mieszczańskie,
- Pozostałości murów obronnych.